# Ionuț Boșneag
Ionuț Boșneag (n. 15 februarie 1982, Pitești) este un fotbalist român retras din activitate, care a evoluat pe postul de portar și care în prezent este antrenor cu portarii la Astra Giurgiu.
După ce și-a făcut junioratul la FC Argeș, a debutat în fotbalul mare la Dacia Mioveni, pentru ca apoi să evolueze timp de cinci sezoane din nou la FC Argeș, cele două cluburi aflându-se în județul Argeș. În iulie 2010 s-a transferat la Universitatea Cluj. În vara anului 2015 s-a transferat de la Academica Argeș la Astra Giurgiu.

## Palmares
Astra Giurgiu
- Liga I (1): 2015-16